# Cultrichthys
Cultrichthys is een geslacht van straalvinnige vissen uit de familie van eigenlijke karpers (Cyprinidae).

## Soort
- Cultrichthys compressocorpus (Yih & Chu, 1959)